# Parapheromia ficta
Parapheromia ficta là một loài bướm đêm trong họ Geometridae.